# كيفن جيمس
كيفن جيمس (بالإنجليزية: Kevin James) هو ممثل وكاتب أفلام أمريكي، قام بكتابة العديد من الأفلام التي تحمل طابع الضحك والكوميديا رشح لجائزة إيمي و هو من مواليد 26 أبريل 1965,اشتهر بدوره الرئيسي في مسلسل ملك كوينز, كماشارك في العديد من الأفلام منها هيتش والبالغون .

## الأعمال
- 1996, 1998–1999	: الجميع يحب رايموند
- 1998: كوسبي
- 1999: بيكر
- 1999: حكم عرفي
- 2001: أرليس
- 2004: أول 50 موعد غرامي
- 2005: هيتش
- 2006: المنزل المتوحش
- 2006: الحظيرة
- 2015: بول بلارت: شرطي المجمع التجاري 2
- 2015: فندق ترانسلفانيا 2
- 2018: فندق ترانسلفانيا 3: عطلة الصيف
- 2020: بيكي

## وصلات خارجية
- Official website
- كيفن جيمس على موقع IMDb (الإنجليزية)
- كيفن جيمس على موقع روتن توميتوز (الإنجليزية)
- كيفن جيمس على موقع قاعدة بيانات الأفلام العربية
- كيفن جيمس على موقع ألو سيني (الفرنسية)
- كيفن جيمس على موقع ميوزك برينز (الإنجليزية)
- كيفن جيمس على موقع تيرنر كلاسيك موفيز (الإنجليزية)
- كيفن جيمس على موقع أول موفي (الإنجليزية)
- كيفن جيمس على موقع بوكس أوفيس موجو (الإنجليزية)
- كيفن جيمس على موقع قاعدة بيانات الأفلام السويدية (السويدية)
- كيفن جيمس على موقع إن إن دي بي (الإنجليزية)
- Kevin James Interview on Jets Insider.com
- Kevin James Interview on PR.com
- Kevin James as Doug Heffernan on CBS
- Kevin James at Emmys.com نسخة محفوظة 3 نوفمبر 2011 على موقع واي باك مشين.